# Хронологична таблица за откриване и изследване на Австралия
| Години                         | Име на откривател, изследовател                                                    | Направени открития и изследвания | Изследванията му засягат следните съвременни щати и територии                            |
| ------------------------------ | ---------------------------------------------------------------------------------- | --- | ---------------------------------------------------------------------------------------- |
| 26 февруари 1606               | Вилем Янсзон                                                                       | Откриване на Австралия на 12°14′04″ ю. ш. 141°43′14″ и. д. / 12.234444° ю. ш. 141.720556° и. д., по-точно западния бряг на п-ов Кейп Йорк. Откриване на заливите Арчър, Албатрос и Порт Мъсгрейв и остров Принц Уелски в западния вход на Торесовия проток | Куинсланд                                                                                |
| 1611                           | Хендрик Браувър                                                                    | Откриване на нов, много по-удобен път от нос Добра Надежда до Индонезия покрай западните брегове на Австралия |                                                                                          |
| 1616                           | Дирк Хартог                                                                        | Откриване на участък от около 300 km от западния бряг на Австралия между 23° и 26° 30` ю.ш. (т.н. „Земя Ендрахт“), в т.ч. залива Шарк (Акула, 25° 35` ю.ш.) и остров Дирк Хартог (25° 50` ю.ш.) | Западна Австралия                                                                        |
| 1618                           | Хавик Клаасзон ван Хилегом                                                         | Откриване на остров Сен Пол (38°44′ ю. ш. 77°31′ и. д. / 38.733333° ю. ш. 77.516667° и. д.), в южната част на Индийския океан и част от западния бряг на Австралия между 22 и 23° ю.ш. | Западна Австралия                                                                        |
| 1619                           | Фредерик де Хаутман, Якоб Едел                                                     | Откриване на участък от около 400 km от западния бряг на Австралия („Земя Едел“) между 32° 30` и 26° 20` ю.ш., в т.ч. п-ов Едел (26° 20` ю.ш.) и скалите Хаутман (28° 29` ю.ш.) | Западна Австралия                                                                        |
| 1623                           | Ян Карстенс, Вилем ван Колстер                                                     | Откриване на част от западния бряг на п-ов Кейп Йорк между 11°45` и 17°08` ю.ш., в т.ч. устието на река Статен (16° 28` ю.ш.) (Ян Карстенс). Откриване на североизточния полуостров на п-ов Арнхемлънд в Северна Австралия с нос Арнем (12°15′ ю. ш. 137°00′ и. д. / 12.25° ю. ш. 137° и. д.), о-вите Уессел (11°15′ ю. ш. 136°30′ и. д. / 11.25° ю. ш. 136.5° и. д.) и залива Арнем (12°15′ ю. ш. 136°15′ и. д. / 12.25° ю. ш. 136.25° и. д.) (Вилем ван Колстер) | Куинсланд, Северна територия                                                             |
| 1627                           | Франсоа Тийсен, Питер Нейтс (Нютс)                                                 | Откриване на най-югозападната точка на Австралия – нос Лиуин (34°22′30″ ю. ш. 115°08′11″ и. д. / 34.375° ю. ш. 115.136389° и. д.) и над 1500 km от южния бряг на континента („Земя Нейтс“) на изток от носа до архипелага Нейтс (Нютс, 133° 40` и.д.), в т.ч. о-вите Решерш | Западна Австралия                                                                        |
| 1628                           | Герит Фредериксон де Вит                                                           | Откриване на участък от западния бряг на Австралия между 20°30` и 22° ю.ш. | Западна Австралия                                                                        |
| 1629                           | Франс Пелсарт (1595 – 1630)                                                        | Откриване и проследяване на около 250 km от западното крайбрежие на Австралия от 28° до 21° ю.ш | Западна Австралия                                                                        |
| 1636                           | Питер Питерсзон                                                                    | Откриване на част от северното крайбрежие на п-ов Арнхемлънд – п-ов Коберг и остров Мелвил (11°30′ ю. ш. 131°00′ и. д. / 11.5° ю. ш. 131° и. д.) | Северна територия                                                                        |
| 1642                           | Абел Тасман                                                                        | Откриване на част от южното и почти цялото източно крайбрежие на остров Тасмания до 41° 34` ю.ш., в т.ч. залива Щорм (43°10′ ю. ш. 147°40′ и. д. / 43.166667° ю. ш. 147.666667° и. д.), полуостров Тасман, оостров Мария (42°35′ ю. ш. 148°05′ и. д. / 42.583333° ю. ш. 148.083333° и. д.), остров Схаутен (42°18′ ю. ш. 148°20′ и. д. / 42.3° ю. ш. 148.333333° и. д.) и п-ов Фрейсине (42°05′ ю. ш. 148°20′ и. д. / 42.083333° ю. ш. 148.333333° и. д.) | Тасмания                                                                                 |
| 1643                           | Уилям Мейнърс                                                                      | Откриване в източната част на Индийския океан на остров Рождество (10°29′ ю. ш. 105°38′ и. д. / 10.483333° ю. ш. 105.633333° и. д.) | Австралия                                                                                |
| 1644                           | Абел Тасман                                                                        | Откриване и проследяване на цялото южно и западно крайбрежие на залива Карпентария, в т.ч. остров Грут Айлънд (13°58′ ю. ш. 136°35′ и. д. / 13.966667° ю. ш. 136.583333° и. д.) и северното крайбрежие на п-ов Арнхемлънд със залива Ван Димен (11°50′ ю. ш. 131°50′ и. д. / 11.833333° ю. ш. 131.833333° и. д.) и протока Дъндас, свързващ го с океана. Заобикаляне от север островите Мелвил и Батърст и откриване на северозападното крайбрежие на Австралия до 21° ю.ш. | Куинсланд, Северна територия                                                             |
| 1688                           | Уилям Дампир                                                                       | Откриване на нос Левек (16°23′ ю. ш. 122°55′ и. д. / 16.383333° ю. ш. 122.916667° и. д., най-северната точка на п-ов Дампир Ленд) в Северозападна Австралия | Западна Австралия                                                                        |
| 1696 – 1697                    | Вилем де Фламинг                                                                   | Откриване на остров Ротнес (32°00′ ю. ш. 115°31′ и. д. / 32° ю. ш. 115.516667° и. д.) и устието на река Суон, където по късно е построен най-големия град в Западна Австралия – Пърт | Западна Австралия                                                                        |
| 1699                           | Уилям Дампир                                                                       | Проследяване на западния бряг на Австралия от 28° до 18° ю.ш. и откриване и изследване на залива Шарк (вторично, 25°35` ю.ш.), архипелага Дампир (20° 33` ю.ш.) и залива Робак (18°04` ю.ш.) | Западна Австралия                                                                        |
| 1770                           | Джеймс Кук                                                                         | Откриване и проследяване на цялото източно (около 4000 km) крайбрежие на Австралия и цялото (2300 km) протежение на Големия Бариерен риф, в т.ч. нос Хау (37°30′ ю. ш. 149°59′ и. д. / 37.5° ю. ш. 149.983333° и. д.), залива Ботани Бей (34°00′ ю. ш. 151°10′ и. д. / 34° ю. ш. 151.166667° и. д.), а на север от него – залива Порт Джексън, около който през 1788 възниква днешния град Сидни, нос Байрон (28°40′ ю. ш. 153°40′ и. д. / 28.666667° ю. ш. 153.666667° и. д., най-източната точка на Австралия), остров Моретон (27°10′ ю. ш. 153°24′ и. д. / 27.166667° ю. ш. 153.4° и. д.) със залива Моретон, залива Хървей (24°50′ ю. ш. 153°00′ и. д. / 24.833333° ю. ш. 153° и. д.), залива Куктаун (15°28′ ю. ш. 145°15′ и. д. / 15.466667° ю. ш. 145.25° и. д.), нос Йорк (10°41′ ю. ш. 142°32′ и. д. / 10.683333° ю. ш. 142.533333° и. д., най-северната точка на Австралия) и група малки острови в Торесовия проток | Нов Южен Уелс, Куинсланд                                                                 |
| 1773                           | Тобайас Фюрно                                                                      | Изследване на източния бряг на остров Тасмания до 40° 50` ю.ш. и откриване на о-вите Фюрно (40°10′ ю. ш. 148°00′ и. д. / 40.166667° ю. ш. 148° и. д., в източната част на Басовия проток) | Тасмания                                                                                 |
| 1788                           | Артър Филип (1738 – 1814)                                                          | Основаване на брега на залива Порт Джексън на град Сидни (януари 1788). Откриване на залива Брокен, вливащата се в него река Хоксбъри, заедно с притоците ѝ – Макдонълд и Коло. | Нов Южен Уелс                                                                            |
| 1788                           | Уоткин Тенч (1758 – 1833)                                                          | Откриване на запад от Сидни на река Непиан (дясна съставящя на Хоксбъри) | Нов Южен Уелс                                                                            |
| 1791                           | Джордж Ванкувър                                                                    | Изследване на югозападното крайбрежие на Австралия от 115° 32` до 122° 08` и.д., откриване на залива Кинг Джордж (35°05′ ю. ш. 118°05′ и. д. / 35.083333° ю. ш. 118.083333° и. д.) и остров Терминейшън (34°28′ ю. ш. 121°59′ и. д. / 34.466667° ю. ш. 121.983333° и. д., в архипелага Решерш) | Западна Австралия                                                                        |
| 1792 – 1793                    | Жозеф Антуан д'Антрекасто                                                          | Изследване на югоизточното крайбрежие на остров Тасмания и откриване на залива Решерш (43°30′ ю. ш. 147°04′ и. д. / 43.5° ю. ш. 147.066667° и. д.) и остров Брюни (43°22′ ю. ш. 147°17′ и. д. / 43.366667° ю. ш. 147.283333° и. д.) (1792). Изследване на южното крайбрежие на Австралия от 116° и.д. (нос д`Антрекасто) до 131° 30` и.д., откриване на залива Есперанс (121° 57` и.д.) и архипелага Решерш (вторично, 122° и.д.) (1792). Изследване на залива Щорм (на югоизточното крайбрежие на остров Тасмания) и откриване устието на река Деруент (1793) | Тасмания, Западна Австралия, Южна Австралия                                              |
| 1797 – 1798                    | Джордж Бас                                                                         | Откриване на югоизточното крайбрежие на Австралия от нос Хау (37°30′ ю. ш. 149°59′ и. д. / 37.5° ю. ш. 149.983333° и. д.) до залива Уестърн Порт (145° 20` и.д.), в т.ч. п-ов Уилсън Промонтори. Доказване островното положение на Тасмания | Виктория                                                                                 |
| 1798 – 1799                    | Матю Флиндърс, Джордж Бас                                                          | Откриване на остров Кинг (39°50′ ю. ш. 144°00′ и. д. / 39.833333° ю. ш. 144° и. д.) и скалата Пирамид (40°28′ ю. ш. 144°21′ и. д. / 40.466667° ю. ш. 144.35° и. д.) на север от Тасмания (1798). Пълно обикаляне на остров Тасмания, откриване на северното му крайбрежие, в т.ч. остров Флиндърс (40°00′ ю. ш. 148°00′ и. д. / 40° ю. ш. 148° и. д.), остров Уотърхаус (40°49′ ю. ш. 147°39′ и. д. / 40.816667° ю. ш. 147.65° и. д.), архипелага Хънтър (40°30′ ю. ш. 144°45′ и. д. / 40.5° ю. ш. 144.75° и. д.), залива Порт Далримпъл (41°05′ ю. ш. 146°50′ и. д. / 41.083333° ю. ш. 146.833333° и. д.) и естуара на река Теймар и изследване на западното крайбрежие и редица заливи по източното крайбрежие на острова (1798 – 1799) | Тасмания                                                                                 |
| 1799                           | Матю Флиндърс                                                                      | Изследване на участък от източното крайбрежие на Австралия и картиране на залива Харви (24° 50` ю.ш.), северно от съвременния град Бризбейн | Куинсланд                                                                                |
| 1800                           | Джеймс Грант                                                                       | Откриване на част от южвия бряг на Австралия между 141° и 144° и.д., в т.ч. носовете Нелсън (38°26′ ю. ш. 141°33′ и. д. / 38.433333° ю. ш. 141.55° и. д.) и Отуей (38°51′ ю. ш. 143°31′ и. д. / 38.85° ю. ш. 143.516667° и. д.) | Виктория                                                                                 |
| 1801 – 1802                    | Джон Мъри (английски флотски капитан)                                              | Детайлно изследване на южното крайбрежие на щата Виктория и откриване на залива Порт Филип (38°05′ ю. ш. 144°50′ и. д. / 38.083333° ю. ш. 144.833333° и. д.), на брега на който през 1835 е основан град Мелбърн и на остров Кинг (39°55′ ю. ш. 144°00′ и. д. / 39.916667° ю. ш. 144° и. д., в западната част на Басовия проток) | Виктория, Тасмания                                                                       |
| 1801 – 1803                    | Никола-Тома Боден, Луи дьо Фрейсине                                                | Изследване на югозападното, западното и северозападното крайбрежие на Австралия и откриване на залива Географ (33°34′ ю. ш. 115°14′ и. д. / 33.566667° ю. ш. 115.233333° и. д.), нос Натуралист (33°32′ ю. ш. 115°01′ и. д. / 33.533333° ю. ш. 115.016667° и. д.), п-ов Перон (26°04′ ю. ш. 113°40′ и. д. / 26.066667° ю. ш. 113.666667° и. д.), протоците Географ и Натуралист, съединяващи залива Шарк с Индийския океан и големия залив Жозеф Бонапарт с остров Перон (13°10′ ю. ш. 130°02′ и. д. / 13.166667° ю. ш. 130.033333° и. д.) в източната му част (1801). Изследване на източното крайбрежие на Тасмания и откриване около 200 мили от южните брегове на Австралия между 145 и 137° и.д., в т.ч. заливите Риволи (37°33′ ю. ш. 140°04′ и. д. / 37.55° ю. ш. 140.066667° и. д.), Гишен (37°07′ ю. ш. 139°46′ и. д. / 37.116667° ю. ш. 139.766667° и. д.) и носовете Бюфон (37°30′ ю. ш. 140°08′ и. д. / 37.5° ю. ш. 140.133333° и. д.) и Джафа (37°00′ ю. ш. 139°40′ и. д. / 37° ю. ш. 139.666667° и. д.) и изследване на северното крайбрежие на остров Кенгуру (35°50′ ю. ш. 137°20′ и. д. / 35.833333° ю. ш. 137.333333° и. д.) (1802). Изследване на западното и южното крайбрежие на Австралия | Западна Австралия, Северна територия, Тасмания, Виктория, Южна Австралия                 |
| 1801 – 1803                    | Матю Флиндърс, Джон Франклин                                                       | Изследване и картиране на южния бряг на Австралия и откриване на о-вите Инвестигейтър (134° 30` и.д.), залива Спенсър (137° 10` и.д.), протока Инвестигейтър (137° и.д.), залива Сент Винсънт (138° 10` и.д.), п-ов Йорк (137° 40` и.д.), залива Енкаунтър Бей (139° и.д.), протока Бакстър (138° 10` и.д.), о-вите Пирсън (134° 15` и.д.), островите Кенгуру, Грин, Уорд и др. и езерото Александрина – устието на река Мъри (1801 – 1802). Първо плаване около цяла Австралия: Подробно изследване на източното крайбрежие на север от 32° 30` ю.ш. и цялото протежение (2300 km) на Големия Бариерен риф. Изследване на Торесовия проток и намиране на най-безопасния канал за преминаване (на север от остров Принц Уелски). Откриване на о-вите Уелсли (16°30′ ю. ш. 139°40′ и. д. / 16.5° ю. ш. 139.666667° и. д.) и Сър Едуард Пелю в най-южната част на залива Карпентария (15°40′ ю. ш. 137°00′ и. д. / 15.666667° ю. ш. 137° и. д.) (1802 – 1803) | Западна Австралия, Южна Австралия, Виктория, Нов Южен Уелс, Куинсланд, Северна територия |
| 1813                           | Грегъри Блексленд, Уилям Лоусън, Уилям Уинтуърт                                    | Първо пресичане на Големия Вододелен хребет по течението на река Кокс и откриване зад него на обширни тревисти равнини, напълно пригодни за пасища | Нов Южен Уелс                                                                            |
| 1813 – 1815                    | Джордж Уилям Еванс                                                                 | Второ пресичане на Големия Вододелен хребет и откриване горното течение на река Макуори (ляв приток на Дарлинг) (1813 – 1814). Откриване горното течение на река Лаклан (десен приток на Марамбиджи) (1815) | Нов Южен Уелс                                                                            |
| 1817                           | Джон Боумонт                                                                       | Изкачване по река Деруент, вливаща се в залива Шарк (в югоизточната част на острова) до езерото Грейт Лейк (най-голямо на острова) и откриване обширното вътрешно плато с пресичащите го от север на юг леви притоци на Деруент – реките Шенон, Оуз и Ди | Тасмания                                                                                 |
| 1817 – 1818                    | Джон Оксли, Хамилтън Хюм, Джордж Уилям Еванс, Алън Кънингам (ботаник), Джеймс Хобс | Пресичане на Сините планини, достигане до Лаклан и проследяване на цялото течение на река Макуори, вливаща се блато на 30°30′ ю. ш. 147°30′ и. д. / 30.5° ю. ш. 147.5° и. д. (1817). Ново спускане по Макуори, достигане до блатото, продължаване на изток по нея, откриване на река Касълрей (десен приток на Макуори), преминаване през хребета Арбатнот, откриване на изток от него равнината Ливърпул и река Намои, течаща през нея на запад, продължаване на изток, пресичане на Сините планини и достигане до Тихия океан при залива Порт Макуори(31° 26` ю.ш.) | Нов Южен Уелс                                                                            |
| 1817 – 1822                    | Филип Паркър Кинг, Джон Оксли, Алън Кънингам (ботаник)                             | Изследване и топографско картиране на североизточните, северните, северозападните и западните брегове на Австралия: Североизточните – от залива Харви (24° 50` ю.ш.) до Торесовия проток. Северните – от о-вите Уесъл (136° 30` и.д.) до п-ов Земя Дампир (122° 50` и.д.), където открива о-вите Гоулбърн (11°35′ ю. ш. 133°25′ и. д. / 11.583333° ю. ш. 133.416667° и. д.), залива Ван Димен (вторично, 18°40′ ю. ш. 132°00′ и. д. / 18.666667° ю. ш. 132° и. д.), п-ов Коберг (11°20′ ю. ш. 132°20′ и. д. / 11.333333° ю. ш. 132.333333° и. д.), островите Мелвил (вторично, 11°30′ ю. ш. 131°00′ и. д. / 11.5° ю. ш. 131° и. д.), Батърст (11°35′ ю. ш. 130°25′ и. д. / 11.583333° ю. ш. 130.416667° и. д.) и Крокер (11°15′ ю. ш. 132°35′ и. д. / 11.25° ю. ш. 132.583333° и. д.) и протоците Дъндас (вторично) и Кларенс, отделящи тези острови от континента и залива Порт Дарвин (12°30′ ю. ш. 130°49′ и. д. / 12.5° ю. ш. 130.816667° и. д.). Северозападните – от залива Жозеф Бонапарт до п-ов Дампир Ленд, където открива заливите Кембридж (14°52′ ю. ш. 128°15′ и. д. / 14.866667° ю. ш. 128.25° и. д.), Адмиралтейство (14°21′ ю. ш. 125°51′ и. д. / 14.35° ю. ш. 125.85° и. д.), Брансуик, Йорк (15°02′ ю. ш. 125°15′ и. д. / 15.033333° ю. ш. 125.25° и. д.), Колие (16°10′ ю. ш. 124°15′ и. д. / 16.166667° ю. ш. 124.25° и. д.), Кинг (Кинг Саунд, 16°50′ ю. ш. 123°23′ и. д. / 16.833333° ю. ш. 123.383333° и. д.). Западните – на юг до нос Лиуин (34° 22` ю.ш.), в т.ч. залива Ексмут (22°10′ ю. ш. 114°17′ и. д. / 22.166667° ю. ш. 114.283333° и. д.) | Куинсланд, Северна територия, Западна Австралия                                          |
| 1822                           | Хамилтън Хюм                                                                       | Изследване и топографско картиране на южното крайбрежие на Нов Южен Уелс | Нов Южен Уелс                                                                            |
| 1822 – 1824                    | Алън Кънингам (ботаник)                                                            | Експедиция на запад от Сините планини (1822 – 1823). Откриване и преминава през прохода Пандора в хребета Ливърпул и откриване на река Баруон (1823). Ботанически изследвания в района на днешната столица Канбера (1824) | Нов Южен Уелс                                                                            |
| 1823                           | Джон Оксли, Джордж Уилям Еванс                                                     | Изследване на западното крайбрежие на Тасмания и вторично откриване на залива Макуори (42°19′ ю. ш. 145°22′ и. д. / 42.316667° ю. ш. 145.366667° и. д.) | Тасмания                                                                                 |
| 1824                           | Джеймс Хобс                                                                        | Пълна обиколка с лодка на остров Тасмания и откриване на западното крайбрежие устието на река Паймен, а край залива Макуори (42°19′ ю. ш. 145°22′ и. д. / 42.316667° ю. ш. 145.366667° и. д.) – хребета Агилар | Тасмания                                                                                 |
| 1824 – 1825                    | Хамилтън Хюм, Уилям Ховел                                                          | Първо пресичане на Югоизточна Австралия. Тръгване от езерото Джордж (35°06′ ю. ш. 149°25′ и. д. / 35.1° ю. ш. 149.416667° и. д.) на югозапад, пресичане на река Марамбиджи, откриване на най-голямата река на Австралия – Мъри и левите ѝ притоци Оуенс и Гоулбърн, продължаване на югозапад, откриване на Австралийските Алпи, в т.ч. хребета Хюм, пресичане на западната им ниска част, достигане до залива Порт Филип (38°05′ ю. ш. 144°50′ и. д. / 38.083333° ю. ш. 144.833333° и. д.) и завръщане обратно по същия път | Нов Южен Уелс, Виктория                                                                  |
| 1825                           | Едмънд Локир                                                                       | Изследване на цялото течението на река Бризбейн и откриване на големи залежи на въглища | Куинсланд                                                                                |
| 1826                           | Александър Голди                                                                   | Откриване на реките Дак и Артур в северозападната част на Тасмания | Тасмания                                                                                 |
| 1826                           | Йорген Йоргенсон                                                                   | Пресичане на Тасмания от югоизток на северозапад и откриване на езерото Сент Клер (42°04′ ю. ш. 146°10′ и. д. / 42.066667° ю. ш. 146.166667° и. д., на югозапад от езерото Грейт Лейк) | Тасмания                                                                                 |
| 1826 – 1827                    | Едмънд Локир                                                                       | Основаване на град Олбъни в Западна Австралия, на брега на залива Кинг Джордж (35°03′ ю. ш. 117°58′ и. д. / 35.05° ю. ш. 117.966667° и. д.) и откриване на река Калган, вливаща се в залива от север | Западна Австралия                                                                        |
| 1827                           | Алън Кънингам (ботаник)                                                            | Изследване районите на север от хребета Ливърпул и откриване на реките Гуайдир и Макинтайр (притоци на Дарлинг) и Дюмареск (десен приток на Макинтайр) и равнината Дарлинг-Даунс, ограничена на север от река Кондамайн | Нов Южен Уелс, Куинсланд                                                                 |
| 1827 – 1829                    | Хенри Хейлър                                                                       | Изкачване по река Артур, в северозападната част на Тасмания и на изток от нея откриване и изследване на планински хребет с височина 1559 м. Изследване на северния бряг на острова и откриване на плодородната равнина Мидълсекс (1827). Изследване басейна на река Паймен (в западната част на острова), откриване на хребетите Блок и Чартър (в централната част на острова) и топографско картиране горните притоци на Паймен – реките Макинтош и Мърчисън | Тасмания                                                                                 |
| 1828                           | Джон Уейкфийлд                                                                     | Откриване на планината Стърлинг (1109 м), най-високата част на Югозападна Австралия | Западна Австралия                                                                        |
| 1828 – 1830                    | Чарлз Стърт, Хамилтън Хюм                                                          | Пресичане на Големия Вододелен хребет, спуска се по река Макуори (ляв приток на Дарлинг), откриване на река Боган (ляв приток на Дарлинг), спускане по нея и откриване на река Дарлинг (десен приток на Мъри) (1828 – 1829). Пресичане на Големия Вододелен хребет на югозапад от Сидни, откриване на река Марамбиджи и спускане по нея до река Мъри (открита вторично от него). Продължаване надолу по Мъри, откриване устието на река Дарлинг (37°07′ ю. ш. 141°54′ и. д. / 37.116667° ю. ш. 141.9° и. д.) и спускане до устието на Мъри в езерото Александрина (1829 – 1930) | Нов Южен Уелс, Виктория, Южна Австралия                                                  |
| 1829                           | Уилям Престън                                                                      | Изследване крайбрежието на залива Географ (33°34′ ю. ш. 115°14′ и. д. / 33.566667° ю. ш. 115.233333° и. д.) в Югозападна Австралия и откриване реките Престън и Коли, вливащи се в него | Западна Австралия                                                                        |
| 1829                           | Алън Кънингам (ботаник)                                                            | Изследване на целия басейн на река Бризбейн | Куинсланд                                                                                |
| 1830 – 1835                    | Джордж Франклънд                                                                   | Мащабни тригонометрични измервания на остров Тасмания и топографски заснемания на големи части от острова. Установяване, че река Дъруент изтича от езерото Сент Клер и детайлно картиране басейните на реките Гордън, Дъруент и Юо в югозападната част на острова и откриване на хребета Франклънд | Тасмания                                                                                 |
| 1831 – 1832                    | Томас Мичъл                                                                        | Откриване горното течение на река Дарлинг и десните и ̀ притоци – реките Балон и Уоррего | Куинсланд                                                                                |
| 30-те години на XIX в.         | Джон Септимус Ро (1797 – 1878)                                                     | Изследване на крайната югозападна част на Австралия и откриване на солените блата Браун на изток от изворите на река Ейвън | Западна Австралия                                                                        |
| 1833 – 1837                    | Франсис Прайс Блекууд                                                              | Хидрографски изследвания и топографско картиране на североизточните брегове на Австралия | Куинсланд                                                                                |
| 1835 – 1836                    | Томас Мичъл                                                                        | Първо плаване надолу по река Дарлинг и доказване, че е десен приток на река Мъри (1835). Спускане по река Лаклан (десен приток на Марамбиджи) и по Марамбиджи до Мъри и по последната до устието на Дарлинг. Изследване и картиране на долното и средното течение на Дарлинг. Изкачване по Мъри и по левия ѝ приток река Лодон, достигане до западните разклонения на Австралийските Алпи и откриване на реките Уимер (течаща на северозапад и вливаща се в езерото Хайндмарш на 36°04′ ю. ш. 141°55′ и. д. / 36.066667° ю. ш. 141.916667° и. д.) и Гленелг и спускане по последната до Индийския океан (залива Портлънд, 38°20′ ю. ш. 141°45′ и. д. / 38.333333° ю. ш. 141.75° и. д.) | Нов Южен Уелс, Виктория                                                                  |
| 1837 – 1839                    | Джордж Грей                                                                        | Изследване на залива Колиер (16°20′ ю. ш. 124°20′ и. д. / 16.333333° ю. ш. 124.333333° и. д.) и вторично откриване на вливащата се в него река Гленелг (1837 – 1838). Откриване на река Гаскойн, вливаща се на 25° ю.ш. в залива Шарк (Западна Австралия), поход по брега на юг и до Пърт и откриване на реките Мърчисън (27° 30` ю.ш.), Гриноу (28° 40` ю.ш.) и Ъруин (29° ю.ш.) и хребета Виктория | Западна Австралия                                                                        |
| 1837 – 1843                    | Джон Стоукс, Джон Клемънтс Уикъм                                                   | Детайлно топографско картиране на северозападното и северно крайбрежие на Австралия, включително устията на реките Фицрой, Виктория, Аделейд, Флиндърс, а също долините на някои от тях. (Изследване на залива Кинг на северозападното крайбрежие, откриване устието на река Фицрой, вливаща се в него и дооткриване на залива Порт Дарвин (12°29′ ю. ш. 130°49′ и. д. / 12.483333° ю. ш. 130.816667° и. д.). Откриване на залива Куинс Чанъл (14°55′ ю. ш. 129°30′ и. д. / 14.916667° ю. ш. 129.5° и. д.) и естуарите на реките Виктория и Фицморис, вливащи се в залива залива – 1839 (Джон Клемънтс Уикъм). Откриване на река Алберта, вливаща се в залива Карпентария (1841) | Западна Австралия, Северна територия, Куинсланд                                          |
| 1838                           | Чарлз Стърт                                                                        | Топографско картиране на река Мъри от устието на левия ѝ приток река Мита-Мита до устието на река Марамбиджи | Нов Южен Уелс, Виктория                                                                  |
| 1839                           | Едуард Еър                                                                         | Откриване на река Броутън, вливаща се в залива Спенсър, на север от нея невисокия хребет Флиндърс и на запад от него езерото Торънс. Изследване на крайбрежието на п-ов Еър до залива Стрики Бей (32°36′ ю. ш. 134°08′ и. д. / 32.6° ю. ш. 134.133333° и. д.) и откриване на хребета Голер в северната част на полуострова | Южна Австралия                                                                           |
| 1840 – 1842                    | Павел Стшелецки                                                                    | Изследване на най-горното течение на река Марамбиджи, изкачване до изворите ѝ и откриване и изкачване на най-високата точка на Австралия – връх Косцюшко (2228 м). Изследване на централната част на Австралийските Алпи и полупланинската област Гипслънд (1840). Геоложки изследвания на остров Тасмания (1840 – 1842) | Нов Южен Уелс, Виктория, Тасмания                                                        |
| 1841                           | Едуард Еър                                                                         | Пресичане пеша на Южна Австралия от залива Фаулърс Бей (31°59′ ю. ш. 132°28′ и. д. / 31.983333° ю. ш. 132.466667° и. д.) до залива Кинг Джордж (35°01′ ю. ш. 118°06′ и. д. / 35.016667° ю. ш. 118.1° и. д.) и откриване на равнината Наларбор | Южна Австралия, Западна Австралия                                                        |
| 1842                           | Франсис Прайс Блекууд                                                              | Хидрографски изследвания между Австралия и Големия Бариерен риф. Картиране на най-безопасните протоци в Големия Бариерен риф, откриване на широкия проток Каприкорн (152° 30` и.д.) и ограждащите го рифове, в т.ч. о-вите Каприкорн 23°40′ ю. ш. 152°14′ и. д. / 23.666667° ю. ш. 152.233333° и. д. и рифовете Суейн (22°05′ ю. ш. 152°15′ и. д. / 22.083333° ю. ш. 152.25° и. д.) и откриване на вътрешната (източна) линия рифовете на протежение от 900 km | Куинсланд                                                                                |
| 1843                           | Едуард Фром                                                                        | Откриване на соленото езеро Фром 30°49′ ю. ш. 139°48′ и. д. / 30.816667° ю. ш. 139.8° и. д., на изток от хребета Флиндърс | Южна Австралия                                                                           |
| 1844 – 1845                    | Лудвиг Лейхард                                                                     | Първо пресичане на Североизточна Австралия. Откриване на реките Доусън и Маккензи (съставящи река Фицрой), Айзък (ляв приток на Макензи), Комет (десен приток на Макензи), Сатор (десен приток на Бьордекин) и Бьордекин, стичащи се от Големия Вододелен хребет в Тихия океан. Откриване на хребетите Експедишън и Пик и вододелното плато Атертън и на него – горното течение на река Линд (ляв приток на Мичъл, вливаща се в залива Карпентария). Пресичане на новооткритите реки Гилбърт, Флиндърс, Лейхард, Уинтворт, Калверт, Макартур и Ропер, вливащи се в залива Карпентария, пресичане на п-ов Арнхемлънд и достигане до залива Ван Димен | Куинсланд, Северна територия                                                             |
| 1844 – 1846                    | Чарлз Стърт, Джон Макдоуъл Стюарт                                                  | Първо пътешествие в Централна Австралия. Откриване на южната част на хребета Грей, оазиса Роки Глен, пресъхващите реки Стшелецки крийк и Купърс крийк, каменната пустиня Стърт и пустинята Симпсън | Южна Австралия, Нов Южен Уелс, Северна територия                                         |
| 1845 – 1846                    | Томас Мичъл, Едмънд Кенеди                                                         | Откриване на река Мараноа (десен проток на Балон, от басейна на Дарлинг) и тучни пасища в долината ѝ, река Ногоа (една от съставящите на Фицрой) и горното течение на река Барку (лява съставяща на Купърс Крийк) | Куинсланд                                                                                |
| 1846                           | Чарлз Огъстъс Грегъри, Франсис Томас Грегъри                                       | Изследване на част от западното крайбрежие на Австралия, северно от град Пърт | Западна Австралия                                                                        |
| 1847 – 1848                    | Едмънд Кенеди                                                                      | Откриване на средното и долно течение на река Барку (лява съставяща на Купърс Крийк) (1847 – 1848). Топографско заснемане и описание на източния бряг на п-ов Кейп Йорк (1848) | Куинсланд                                                                                |
| 1848                           | Чарлз Огъстъс Грегъри                                                              | Вторично откриване на река Мърчисън, достигане на север до залива Шарк (25° 35` ю.ш.) и констатиране наличието на добри пасища в тези райони | Западна Австралия                                                                        |
| 1848                           | Франсис Томас Грегъри                                                              | Откриване на езерото Мур (29°50′ ю. ш. 117°30′ и. д. / 29.833333° ю. ш. 117.5° и. д.) | Западна Австралия                                                                        |
| 1848                           | Джон Септимус Ро                                                                   | Изследване на южното крайбрежие на Западна Австралия и хребета Ръсел (128 – 129° и.д.) | Западна Австралия                                                                        |
| 1854                           | Робърт Остин (1825 – 1905)                                                         | Откриване на езерото Остин (27°35′ ю. ш. 117°50′ и. д. / 27.583333° ю. ш. 117.833333° и. д.) и хребета Магнит на югоизток от него | Западна Австралия                                                                        |
| 1855 – 1856                    | Чарлз Огъстъс Грегъри                                                              | Първо пресичане на Австралия от запад на изток в северната ѝ част от залива Куинс Чанъл на Тиморско море до залива Порт Къртис (23° 27` ю.ш.) на Коралово море и откриване изворите на река Стърт Крийк | Северна територия, Куинсланд                                                             |
| 1856 – 1858                    | Питър Уорбъртън                                                                    | Изследване района на залива Спенсър и езерата Торънс и Еър | Южна Австралия                                                                           |
| 1857 – 1858                    | Франсис Томас Грегъри                                                              | Изследване и топографско картиране на горното течение на река Мърчисън (1857). Изследване на река Гаскойн и откриване на планината Огъстъс | Западна Австралия                                                                        |
| 1857 – 1858                    | Чарлз Огъстъс Грегъри                                                              | Второ пресичане на Австралия от североизток на югозапад, от Бризбейн по долините на реките Купър Крийк и Стшелецки Крийк и хребета Флиндърс до Аделаида | Куинсланд, Южна Австралия                                                                |
| 1858                           | Уилям Бебидж                                                                       | Окончателно откриване на езерото Еър | Южна Австралия                                                                           |
| 1858 – 1859                    | Джон Макдоуъл Стюарт                                                               | Обикаляне на езерото Торънс и картиране на разположеното на югозапад от него езеро Гарднър | Южна Австралия                                                                           |
| 1859                           | Уилям Ландсбъро, Натаниел Бюканан                                                  | Изследване басейна на река Фицрой в щата Куинсланд | Куинсланд                                                                                |
| 1860 – 1861                    | Робърт О'Хара Бърк                                                                 | Първо пресичане на Австралия в меридионално направление от Аделаида до залива Карпентария и изследване пустините на Централна Австралия | Куинсланд, Южна Австралия                                                                |
| 1860 – 1862                    | Джон Макдоуъл Стюарт                                                               | Три експедиции с цел пресичане от юг на север на Австралия: 1-ва 1860 – откриване на паралелно простиращият се хребет Макдонълд, на север от него – хребета Стюарт Блаф, а още по-на север от него малките хребети Дейвънпорт и Мърчисън и достигане до езерото Уудс (17°50′ ю. ш. 133°30′ и. д. / 17.833333° ю. ш. 133.5° и. д.); 2-ра 1860 – 1861 – Достигане до река Нюкасъл Крийк, вливаща се от север в езерото Уудс; 3-та 1861 – 1862 – пресичане на Австралия от Аделаида до залива Ван Димен и откриване на река Бьорден Крийк (десен приток на Ропер), а на север от Ропер – река Аделейд | Южна Австралия, Северна територия                                                        |
| 1860 – 1867                    | Чарлз Гулд                                                                         | Откриване на север от залива Макуори (на западното крайбрежие) на висок хребет с върхове Маунт Лайел, Седжуик и Джакс и високопланинската долина на река Линда и извършване на мащабни геоложки изследвания и съставяне на първата достоверна геоложка карта на острова | Тасмания                                                                                 |
| 1861                           | Уилям Ландсбъро                                                                    | Откриване на платото Баркли и възвишението Селуин, проследяване на североизточните им склонове до Големия Вододелен хребет и откриване и картиране на цялото течение на течащата на югозапад река Томпсън от басейна на река Купър Крийк | Северна територия, Куинсланд                                                             |
| 1861                           | Алфред Уилям Хауит (1830 – 1908)                                                   | Изследване и топографско картиране на долното течение на река Купър Крийк | Куинсланд, Южна Австралия                                                                |
| 1861                           | Франсис Томас Грегъри                                                              | Откриване на реките Ашбертон, Фортескю, Де-Грей и Оковер и простиращият се на юг от Фортескю хребет Хамърсли | Западна Австралия                                                                        |
| 1861                           | Ърнест Джайлс                                                                      | Изследване и топографски картирания в долината на река Дарлинг | Нов Южен Уелс                                                                            |
| 1861 – 1862                    | Джон Маккинли                                                                      | Пресичане на Австралия от юг на север (от Аделаида до залива Карпентария), а след това на изток до Тихия океан при Порт Денисън. Откриване на река Дайамантина от басейна на езерото Еър | Южна Австралия, Куинсланд                                                                |
| 1864 – 1865                    | Джон Джардин                                                                       | Откриване на реките Мичъл, Колмен, Холройд и Арчър, вливащи се от изток в залива Карпентария | Куинсланд                                                                                |
| 1866                           | Питър Уорбъртън                                                                    | Изследване на районите северно от езерото Еър и открива река Уорбъртън, „вливаща се“ от север в езерото | Южна Австралия                                                                           |
| 1866 – 1868                    | Джордж Нерс                                                                        | Провеждане на обширни хидрографски изследвания по източното крайбрежие на Австралия | Куинсланд, Нов Южен Уелс                                                                 |
| края на 60-те години на XIX в. | Уилям Хан (1837 – 1889)                                                            | Изследване на югоизточните брегове ва залива Карпентария, в т.ч. долините на реките Лейхард, Линд и Джилбърт и откриване на златни находища в долината на река Палмер | Куинсланд                                                                                |
| 1869 – 1871                    | Джон Форест, Александър Форест                                                     | Откриване на солените езера Монгър (29°30′ ю. ш. 116°50′ и. д. / 29.5° ю. ш. 116.833333° и. д.), Барли (29°15′ ю. ш. 119°30′ и. д. / 29.25° ю. ш. 119.5° и. д.) и Солт Лейк (28°30′ ю. ш. 120°00′ и. д. / 28.5° ю. ш. 120° и. д.) (1869). Инструментална топографска снимка по южното крайбрежие на Австралия от Пърт до Аделаида (1870 – 1871) | Западна Австралия, Южна Австралия                                                        |
| 1871                           | Александър Форест                                                                  | Топографски картирания в Югозападна Австралия, на изток от Пърт | Западна Австралия                                                                        |
| 1872 – 1873                    | Ърнест Джайлс, Уилям Гоус                                                          | Навлизане в пустинята Гибсън от изток, изследване на горното течение на река Финке, откриване на езерото Амадеус (24°50′ ю. ш. 130°45′ и. д. / 24.833333° ю. ш. 130.75° и. д.) и на североизток от него хребета Джордж Джайлс | Северна територия, Западна Австралия                                                     |
| 1873                           | Уилям Гоус                                                                         | Изследване на източната част на пустинята Гибсън и района между хребетите Мъсгрейв и Макдоналд в Централна Австралия | Северна територия, Западна Австралия                                                     |
| 1873 – 1874                    | Питър Уорбъртън                                                                    | Първо пресичане на Голямата пясъчна пустиня от изток на запад, от Алис Спрингс, през долното течение на река Стърт Крийк (20° ю.ш.) и горното течение на река Де-Грей и достигане до Индийския океан на 20° 30` ю.ш. (зал. Никол) | Северна територия, Западна Австралия                                                     |
| 1874                           | Джон Форест, Александър Форест                                                     | Първо пресичане на Западна Австралия от запад на изток – от Джералдтън (28°45′ ю. ш. 114°30′ и. д. / 28.75° ю. ш. 114.5° и. д.), изкачване по река Мърчисън, навлизане в полупустинните области на Западна Австралия между 24 и 27° ю.ш., пресичане на пустинната област между пустините Гибсън и Голямата пустиня Виктория, достигане до планината Мъсгрейв и по долината на река Алберга спускане до трансавстралийския телеграф (станция Пик, 26° ю.ш.) | Западна Австралия, Северна територия, Южна Австралия                                     |
| 1874                           | Ърнест Джайлс, Уилям Гоус, Алфред Гибсън                                           | Вторично откриване на хребета Мъсгрейв, западната му част хребета Петерман (на югозапад от езерото Амадеус) и изследване на пустинята Гибсън | Западна Австралия, Северна територия, Южна Австралия                                     |
| 1875 – 1876                    | Ърнест Джайлс                                                                      | Двойно пресичане на Западна Австралия от трансавстралийския телеграф до Индийския океан и обратно. Тръгване от Порт Огъстъс, на брега на залива Спенсър, преминаване покрай езерата Торънс и Джайлс, достигане до хребета Мъсгрейв, завиване на запад, изследване и пресичане на Голямата пустиня Виктория от изток на запад до Индийския океан (1875). Тръгване на север до горното течение на река Ашбертън и след това на изток през пустинята Гибсън до трансавстралийския телеграф при станция Алис Спрингс (1876) | Западна Австралия, Северна територия, Южна Австралия                                     |
| 1878                           | Томас Мур                                                                          | Откриване на езерото Маргарет (42°00′ ю. ш. 145°32′ и. д. / 42° ю. ш. 145.533333° и. д.) на остров Тасмания | Тасмания                                                                                 |
| 1878                           | Ърнест Фавенк                                                                      | Пресичане на Северна Австралия от югоизток на северозапад, от град Барколдайн (23°30′ ю. ш. 145°15′ и. д. / 23.5° ю. ш. 145.25° и. д.), през платото Баркли, станция Дейли Уотърс на трансавстралийския телеграф до град Даруин | Северна територия, Куинсланд                                                             |
| 1879                           | Александър Форест                                                                  | Пресичане на Северозападна Австралия от устието на река Де Грей (20°00′ ю. ш. 119°00′ и. д. / 20° ю. ш. 119° и. д.) до трансавстралийския телеграф (град Дейли Уотърс). Изследване на горните течения на реките Фицрой, Орд и Виктория, откриване на хребета Кинг Леополд, а на изток от него изследване на равнината Никълсън | Западна Австралия, Северна територия                                                     |
| 1885 – 1886                    | Дейвид Лидзи                                                                       | Изследване района на хребета Макдонълд и проследява и топографско картиране течението на пресъхващата река Финке | Южна Австралия, Северна територия                                                        |
| 1891 – 1892                    | Дейвид Линдзи, Лорънс Уелс                                                         | Изследване и топографско картиране на над 206 000 km2 площ от Западна Австралия, в т.ч. части от пустинята Гибсън и Голямата пустиня Виктория | Западна Австралия                                                                        |
| 1891 – 1892                    | Ернст Тапенбек                                                                     | Изследване и топографско картиране на Голямата пустиня Виктория (300 хил. км2) | Западна Австралия, Южна Австралия                                                        |
| 1894                           | Дейвид Карнеги                                                                     | Изследване на районите на изток, североизток и север от Каргоорли и откриване на големи находища на злато в района | Западна Австралия                                                                        |
| 1896                           | С. Хюбе                                                                            | Пресичане на Южна и Западна Австралия от Уднадата (27°36′ ю. ш. 135°27′ и. д. / 27.6° ю. ш. 135.45° и. д.) до Маунт Магнет (28°04′ ю. ш. 117°51′ и. д. / 28.066667° ю. ш. 117.85° и. д.) и изследване южните части на хребетите Мъсгрейв и Петерман | Южна Австралия, Западна Австралия                                                        |
| 1896 – 1897                    | Дейвид Карнеги                                                                     | Експедиция от Кулгарди на север, пресичане на Голямата пясъчна пустиня от Дойлс Уелс до река Стърт Крийк, тръгване обратно, минаване покрай езерото Макдонълд (23°35′ ю. ш. 128°50′ и. д. / 23.583333° ю. ш. 128.833333° и. д.), достигане до залива Крийк и завръщане в Кулгарди | Западна Австралия                                                                        |
| 1896 – 1897                    | Лорънс Уелс                                                                        | Изследване и топографски картирания в Голямата пясъчна пустиня между 22 и 26° ю.ш. и 122 и 124° и.д. | Западна Австралия                                                                        |
| 1901 – 1902                    | Джон Уолтър Грегъри                                                                | Геоложки изследвания около езерото Еър | Южна Австралия                                                                           |
| 1905 – 1908                    | Лорънс Уелс                                                                        | Тригонометричните измервания в северозападните части на Северната територия | Северна територия                                                                        |
| 1923 – 1925                    | Джордж Хуберт Уилкинс                                                              | Изследване на северните части на Северната територия и близките острови | Северна територия                                                                        |
| 1925                           | Мичъл Тери (1899 – 1981)                                                           | Поход от Даруин на югозапад към река Фицрой и топографско картиране на изследваната област | Северна територия, Западна Австралия                                                     |
| 1926                           | Доналд Маккей                                                                      | Топографско картиране на районите на изток от пустините Гибсън и Голямата пустиня Виктория, между 25° и 28° ю.ш. | Северна територия, Южна Австралия                                                        |
| 1928                           | Мичъл Тери                                                                         | Топографско картиране на огромната падина на пресъхналото солено езеро Уудс (17°50′ ю. ш. 133°30′ и. д. / 17.833333° ю. ш. 133.5° и. д.) | Северна територия                                                                        |
| 1928                           | Доналд Маккей                                                                      | Топографско картиране на източната част на п-ов Арнхемлънд | Северна територия                                                                        |
| 1929                           | Сесил Мадиган                                                                      | Аеротопографско заснемане на езерото Еър и част от пустинята Симпсън | Северна територия, Южна Австралия                                                        |
| 1931, 1933, 1935, 1937         | Доналд Маккей                                                                      | Мащабни аеротопографски заснемания в Централна Австралия. Откриване на пресъхващите солени езера Маккей в югоизточната част на Голямата пясъчна пустиня, на 129° и.д. | Северна територия, Южна Австралия, Западна Австралия                                     |
| 1937, 1939 – 1940              | Сесил Мадиган                                                                      | Топографско картиране на пустинята Симпсън (1937, 1939). Първо пресичане на пустинята с камили от запад на изток в най-широката ѝ част (1939 – 1940) | Северна територия, Южна Австралия, Куинсланд                                             |